# リュシアン・レヴィ＝ブリュール
リュシアン・レヴィ＝ブリュール（フランス語: Lucien Lévy-Bruhl, 1857年4月10日 - 1939年3月13日）は、フランスの哲学者・社会学者・文化人類学者。

## 経歴
1857年、パリ生まれ。エコール・ノルマル・シュペリュールで大学教育を受け、1879年に哲学のバカロレアに及第。1885年から1895年までリセ・ルイ・ル・グランで哲学の講座を受け持つ。1895年にソルボンヌ大学の講師となり、近代哲学史の教授を務めた。1908年から、教授に任ぜられる。パリに没する。
1917年にはアメリカで近世哲学史を講じた後に、日本を訪れてアテネ・フランセで連続講演を行っている。

## 研究と影響
ブリュールの専門はドイツ哲学であり、優れた哲学史家として認められていた。彼は道徳の分野においては普遍的規範を認めず、社会的事実としての道徳を研究することを提唱し、これを「習俗の学　science des mœurs」と呼んだ。そこからブリュールはギリシア哲学以前に道徳や倫理がいかに発生したかという問題に取り組み、文明以前の「原始的心性　mentalité primitive」を措定した。フレイザーのように未開社会が進化して文明社会となったとは考えず、文明社会の「論理」や科学的思考は、未開社会を理解する役には立たないとブリュールは言う。文明人が分析し判断するところで、未開人は綜合し「融即」する。未開人は文明人のように論理的思考ができないのではなく、そのような心的習慣がないだけなのだ。「未開人の言語は論理的概念の形式とではなく、神話的（魔術的）概念の形式と比較しなければ理解できない」というブリュールの学説は例えばエルンスト・カッシーラーの言語哲学に影響を与えた。

### 日本での影響
日本では1920年代からブリュールが紹介され、柳田國男は「日本の民俗学者必読の書であるばかりでなく、万般の教養人に読まるべき本だ」と推奨している。
ヘーゲル研究を下地としてマルクス研究に従事した見田石介は、その著作の一つ「資本論の方法」でレヴィ・ブリュールの業績に言及し以下のように述べている。
レヴィ・ブリュールは未開種族の言語の例をとりあげているが、そこでたとえばかれらの食べることをあらわす言葉は、食べものの数だけあることを報告している。人類はおそらく昔はすべてそうであったことと思われるが、それは人類の食事と食物にたいする不十分な理解を示している。しかし人類はやがて食べることとその対象を分離して、それを別々の言葉として固定し、それらを綜合することで、さまざまの食物をたべることをあらわすようになったが、それは食事と食物にたいするより深い理解の段階を示すものである。（資本論の方法、30頁、見田石介著作集第4巻・45頁）

## 著作
- L'idee de Responsabilite(1884)
- L’Allemagne depuis Leibnitz sur le développement de la conscience nationale en Allemagne, 1700-1848(1890)
  - 『近世佛蘭西哲學史』（上巻のみ） 小澤淳男訳、白帝社 1941年
- La philosophie de Jacobi (1894)
- Lettres inédites de John Stuart MiU à Auguste Comte(1899)
- La philosophie d'Auguste Comte(1900)
- La morale et la science des mœurs(1903)
  - 『道徳社會學』 勝谷在登訳 東學社、1939年 普及版1939年
- Les fonctions mentales dans les sociétés inférieurs(1910)
  - 『未開社會の思惟』 山田吉彦訳、小山書店 1935年
  - 『未開社会の思惟』 山田吉彦訳、岩波文庫（上下） 1953年、復刊1991年・2003年
- La conflagration européenne. Les causes économiques et politiques(1915)
- Jean Jaurès(1916)
- La mentalité primitive(1922)
  - 「序」と「緒論」が『原始心性』(南德鉉訳、「人文×社会」第6号所収、2022年)で抜粋訳

- L'âme primitive(1927)
- Le Surnaturel et la nature dans la mentalité primitive(1931)
- La mythologie primitive(1935)
  - 『原始神話學』 古野清人・淺見篤共訳、創元社 1946年
  - 『原始神話学』 古野清人訳、弘文堂 1970年、新版1981年、1996年
- L'expérience mystique et les symboles chez les primitives(1938)